# Byzantine Studies
Byzantine Studies/Études byzantines – amerykański rocznik bizantynologiczny ukazujący się w Pittsburghu od 1975 roku. Publikowane są w językach kongresowych artykuły naukowe dotyczące Bizancjum. 